# Кринки
Кринки (пољ. Krynki) град је у Пољској у Војводству подласком. По подацима из 2012. године број становника у месту је био 2550.

## Становништво
| 2012. |
| ----- |
| 2.550 |